# 튜브펫 주식회사
튜브펫 주식회사(Tubepet Company)는 대한민국에서 제작된 곽지성 감독의 2021년 드라마, 코미디, 멜로/로맨스, 가족 영화이다. 김진근 등이 주연으로 출연하였다.

## 출연

### 주연
- 김진근
- 영민
- 김대성
- 나현정

### 조연
- 이봄

## 제작진
- 조연출: 차종민